# Моричане

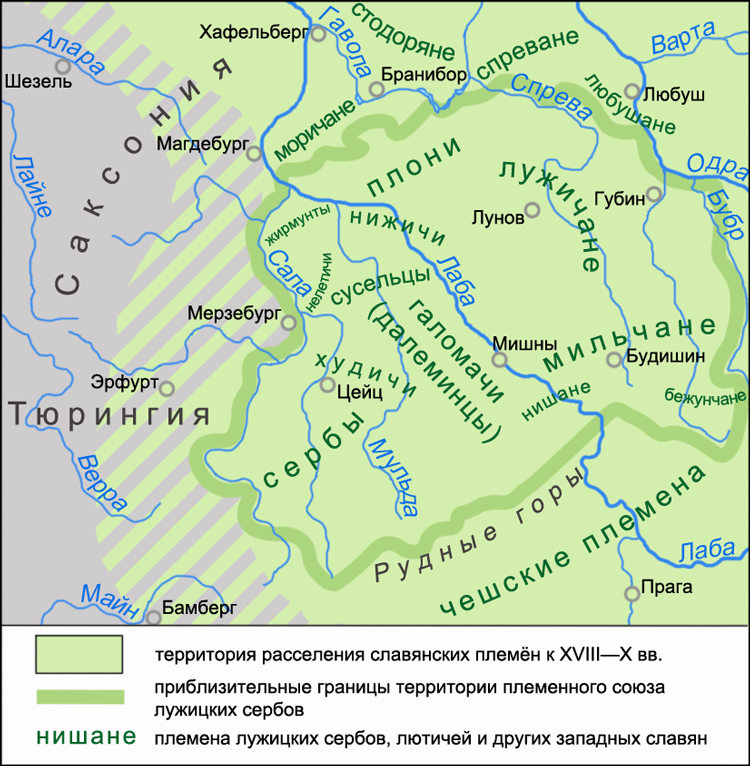
Племя моричан в VIII—X вв.

Моричане — средневековое западнославянское племя, которое являлось частью племенного союза лютичей.
А. В. Назаренко моричан называет племенем полабских славян и определяет их местожительство между Эльбой и Хафелем восточнее Магдебурга. Название племени выводит от славянского гидронима *Morik(j)a. Упоминается у Баварского географа (Morizane), в хронике Титмара Мерзебургского (Morecini) и других западноевропейских источниках.
По версии Л. Нидерле, существовало два племени, которые носили название моричане:
- Первое — Morizi, селилось между Мюрицким и Доленским озерами.
- Второе — Morezini, жило на Лабе около Магдебурга.